# Beth Shapiro
Beth Alison Shapiro (Allentown, 14 de gener de 1976) és una biòloga molecular evolutiva estatunidenca. És Professora del Departament d'Ecologia i Biologia Evolutiva a la Universitat de Califòrnia, Santa Cruz. La feina de Shapiro s'ha centrat en l'anàlisi d'ADN antic. Va ser atorgada amb una beca MacArthur l'any 2009 i una Royal Society University Research Fellowship (URF) l'any 2006.

## Educació i primers anys
Shapiro va néixer a Allentown, Pennsilvània i va créixer a Roma, Geòrgia, on va exercir de presentadora de notícies locals mentre estava a l'escola secundària. Es va graduar a la Universitat de Geòrgia el 1999 amb la llicenciatura en arts i el màster en arts en ecologia. El mateix any se li va concedir una beca Rhodes seguida per un títol de doctorat per la Universitat d'Oxford per les seves investigacions sobre com inferir història i processos evolutius amb ADN antic. Va ser supervisada per Alan J. Cooper .

## Carrera i investigació
Shapiro va ser nomenada Wellcome Trust Research Research Fellow a la Universitat d'Oxford el 2004. El mateix any, va ser nomenada directora del Henry Wellcome Biomolecules Center d'Oxford, càrrec que va ocupar fins al 2007. El 2006 va rebre una prestigiosa beca de recerca de la Royal Society University Research. Al Biomolecules Center, Shapiro va realitzar una anàlisi d'ADN mitocondrial del dodo.
La recerca de Shapiro sobre ecologia s'ha publicat en revistes capdavanteres com Molecular Biology and Evolution, PLOS Biology, Science i Nature. El 2007 va ser nomenada per la Smithsonian Magazine com una de les 37 joves innovadores nord-americanes menors de 36 anys.

### Publicacions
Les publicacions seleccionades revisades pels companys experts en revistes científiques i els llibres inclouen: 
- Bayesian coalescent inference of past population dynamics from molecular sequences[7]
- Rise and fall of the Beringian steppe bison[10]
- Ancient DNA: Methods and Protocols[15]
- How to Clone a Mammoth: The Science of De-Extinction[16]
- Flight of the Dodo[5]
- A late Pleistocene steppe bison (Bison priscus) partial carcass from Tsiigehtchic, Northwest Territories, Canada[17]

### Honors i guardons
- National Geographic Emerging Explorer (2010)[18]
- University of Georgia Young Alumnus Award (2010)[19]
- MacArthur Fellowship (2009)[1]
- Smithsonian Magazine Young American Innovator in the Arts and Sciences (2007)[cal citació]
- Royal Society University Research Fellowship[20] (2006)
- Rhodes Scholarship (1999)
- Phi Beta Kappa Society (1998)[cal citació]
- Morris K. Udall Scholarship for Excellence in Environmental Public Policy (1997)[cal citació]
- Foundation Fellowship, University of Georgia (1994–1998)
- Phi Kappa Phi Scholar (1995)[cal citació]